# Neochloridaceae
Neochloridaceae, porodica zelenih algi, dio reda Sphaeropleales. Postoji 26 vrsta unutar sedam rodova. Porodica je imenovana po rodu Neochloris.

## Rodovi
1. Acanthococcus Lagerheim nom. illeg. = Glochiococcus, 1
2. Botryosphaerella P.C.Silva, 1
3. Chlorotetraëdron F.J.MacEntee, Bold & P.A.Archibald, 3
4. Echinosphaeridium Lemmermann, 4
5. Golenkinia Chodat, 9
6. Neochloris Starr, 7
7. Poloidion Pascher, 1